# 1017

## Události
- 1. zmínka o založení města Olomouce

## Narození
- 28. října – císař Jindřich III. Černý († 5. října 1056)
- ? – Achima'ac ben Palti'el, židovsko-italský historik a pajtan, autor kroniky Svitek Achima'acův († 1054/1060)

## Úmrtí
- 11. června – Thiddag, pražský biskup (* 998)
- 16. června – Judita Bretaňská, normandská vévodkyně (* 982)
- Elvíra Kastilská – leónská královna choť (* asi 978)

## Hlavy států
- České knížectví – Oldřich
- Svatá říše římská – Jindřich II.
- Papež – Benedikt VIII.
- Anglické království – Knut Veliký
- Francouzské království – Robert II.
- Polské knížectví – Boleslav I. Chrabrý
- Uherské království – Štěpán I.
- Byzanc – Basileios II. Bulgaroktonos
- Bulharsko – Jan Vladislav
- Chorvatsko – Křesimír III.
- Afghánistán – Mahmúd
- Čína – Šeng-cung (dynastie Liao), Čen-cung (dynastie Severní Sung)
- Lucembursko – Jindřich I.